# Ernest Hébert
Antoine Auguste Ernest Hébert, född 3 november 1817, död 5 december 1908, var en fransk konstnär.
Hérbert var elev till Paul Delaroche, och direktör för franska Rom-akademin. Han målade huvudsakligen genrebilder i stort format med Italienska motiv samt damporträtt. Hébert utförde även förslaget till Panthéonabsidens mosaikutsmyckning.